# Adolphe Braun
Jean Adolphe Braun (Besançon, 13 giugno 1812 – Mulhouse, 31 dicembre 1877) è stato un fotografo francese.
Uno dei fotografi francesi più influenti del XIX secolo, è meglio conosciuto per le sue nature morte floreali, le sue scene di strada parigine e grandiosi paesaggi alpini.
Utilizzò le innovazioni contemporanee nella riproduzione fotografica per commercializzare le sue fotografie in tutto il mondo.
Nei suoi ultimi anni, ha utilizzato tecniche fotografiche per riprodurre famose opere d'arte, che hanno contribuito a far avanzare il campo della storia dell'arte.

## Biografia
Braun nacque a Besançon nel 1812, primogenito di Samuel Braun (1785–1877), un agente di polizia, e di Maria Antonietta Regard (nata nel 1795). Quando aveva circa 10 anni, la sua famiglia si trasferì a Mulhouse, un centro di produzione tessile nella regione dell'Alsazia lungo il confine franco-tedesco. Si mostrò promettente come disegnatore e fu inviato a Parigi nel 1828 per studiare disegno decorativo. Nel 1834 sposò Louis Marie Danet, da cui ebbe tre figli: Marie, Henri e Louise. Nello stesso anno, Adolphe, insieme a suo fratello Charles, aprì la prima di numerose collaborazioni di design infruttuose.
Dopo diverse iniziative di design infruttuose negli anni '30 dell'Ottocento, pubblicò una raccolta di successo di disegni floreali nel 1842. Alla morte prematura di sua moglie nel 1843, Braun vendette il suo studio di Parigi e tornò a Mulhouse, dove divenne capo designer nello studio di Dollfus-Ausset, che ha fornito modelli per i tessuti. Si risposò con Pauline Melanie Petronille Baumann (1816–1885) il 12 dicembre 1843 e ebbe altri due figli con lei; figlio Paul Gaston e figlia Marguerite.
Nel 1847 aprì il suo studio a Dornach, un sobborgo di Mulhouse.

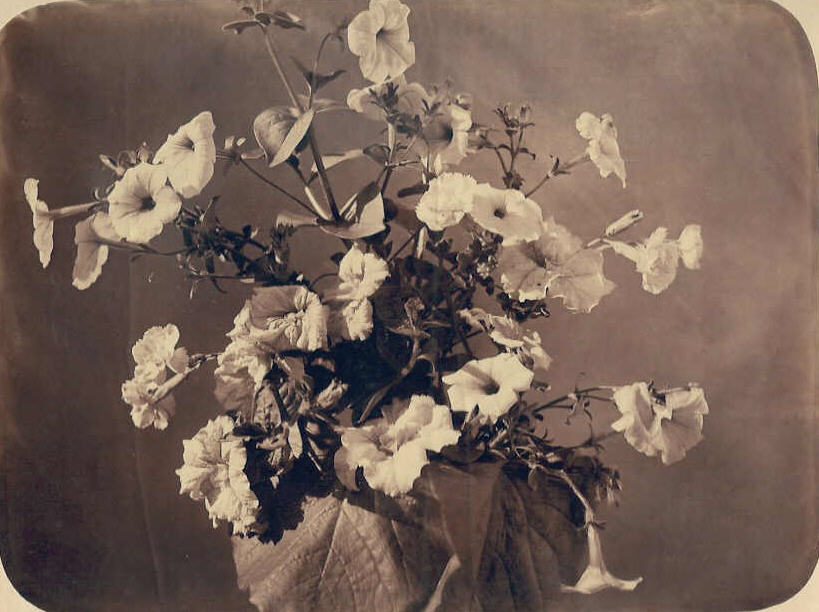
Uno dei primi studi sui fiori di Braun (1855)

All'inizio del 1850, Braun iniziò a fotografare fiori per aiutare nella progettazione di nuovi motivi floreali. Facendo uso del processo al collodio recentemente sviluppato, che consentiva la riproduzione a stampa delle lastre di vetro, pubblicò oltre 300 delle sue fotografie in un album, Fleurs photographiées, nel 1855. Queste fotografie attirarono l'attenzione del comunità artistica di Parigi e Braun ha prodotto un secondo set da esporre all'Esposizione Universale quello stesso anno.
Nel 1857, Braun fondò una società di fotografia, Braun et Compagnie, e con l'aiuto dei suoi figli, Henri e Gaston, e di diversi dipendenti, iniziò a scattare fotografie della campagna alsaziana. Questi furono pubblicati nel 1859 su L' Alsace photographiée e molti furono esposti al Salon del 1859.
Negli anni '60 dell'Ottocento, lo studio Braun et Compagnie operava come una fabbrica, producendo tutti i propri materiali tranne la carta. Lo studio ha creato migliaia di immagini stereoscopiche delle regioni alpine di Francia, Germania, Svizzera e Italia.
Braun ha anche prodotto una serie di immagini panoramiche di grande formato della campagna alpina, utilizzando la fotocamera pantoscopica sviluppata dagli inventori inglesi John Johnson e John Harrison.
A metà degli anni 1860, Braun investì in il nuovo metodo di stampa al carbone sviluppato dal chimico inglese Joseph Wilson Swan.
Nel 1867, Braun usò questo metodo per creare una serie di scene di caccia di grande formato intitolate Panoplies de gibier.
Ha anche utilizzato la stampa al carbone per produrre fotografie di famose opere d'arte in luoghi come il Louvre, il Vaticano e l'Albertina, oltre a varie sculture in Francia e in Italia.
Questo sforzo ha avuto successo e Braun si è concentrato principalmente sulle riproduzioni artistiche per il resto della sua carriera. Dopo la sua morte nel 1877, suo figlio, Gaston, continuò a gestire Braun et Compagnie nel XX secolo.

## Attività

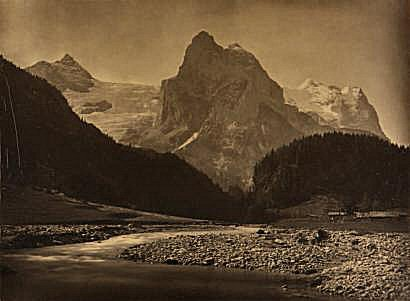
Wellhorn e il ghiacciaio di Rosenlaui, fotografati da Braun intorno al 1860

La storica della fotografia Naomi Rosenblum ha descritto il lavoro di Braun come rappresentativo del rapporto tra arte e commercialismo a metà del XIX secolo. Il suo studio ha contribuito a elevare la fotografia da un mestiere a un'impresa commerciale su vasta scala, producendo migliaia di immagini uniche che sono state riprodotte e commercializzate in tutta Europa e Nord America. Rosenblum suggerisce anche che le riproduzioni dettagliate di Braun di opere d'arte nei musei europei hanno portato queste opere agli studenti d'arte del Nord America, fornendo un importante catalizzatore per il campo della storia dell'arte negli Stati Uniti.
Le prime fotografie di Braun erano principalmente di fiori, originariamente scattate per completare il suo lavoro di modellista. Le fotografie successive si sono concentrate su paesaggi alpini, in particolare scene di laghi e scene di ghiacciai. A differenza di molti fotografi di paesaggio durante questo periodo, a Braun piaceva includere le persone nelle sue scene. Lo storico della fotografia Helmut Gernsheim ha suggerito che Braun fosse uno dei fotografi più abili della sua epoca nel rendere la composizione.
Sebbene non fosse noto come ritrattista, fece ritratti di diversi personaggi illustri, tra cui papa Pio IX, Franz Liszt e Virginia Oldoini, amante di Napoleone III.
Il lavoro di Braun è stato esposto al Metropolitan Museum of Art, al J. Paul Getty Museum, alla George Eastman House, e al Musée d'Orsay. Le sue fotografie di scene di strada parigine e paesaggi alpini sono spesso riprodotte in opere sulla storia della fotografia.